# الكأس الممتاز الليبي 2007
بطولة الكأس الممتاز الليبي 2007 هي النسخة الحادية عشرة من بطولة الكأس الممتاز الليبي، والنسخة العاشرة من البطولة التي تقام بنظام المباراة الواحدة، وقد فاز فيها نادي الاتحاد بسابع كأسٍ له وهو سادس فوز له على التوالي. أقيمت هذه البطولة بين نادي الاتحاد بطل الدوري الليبي الممتاز وكأس الفاتح ونادي الأخضر وصيف الكأس، وهو ثاني لقاء بينهما، بينما كان الأول في بطولة 2005، وقد لُعبت المباراة على ملعب 11 يونيو في يوم 9 فبراير 2008 وانتهت بفوز الاتحاد على الأخضر بنتيجة 3–1، وهي أول مباراة تنتهي في الوقت الإضافي.

## المباراة
| الاتحاد                                       | 3–1 (ب.و.إ.) | الأخضر                                                   |
| --------------------------------------------- | ------------ | -------------------------------------------------------- |
| محمد صديق كوبادجا 63' · محمد زعبية 117'، 120' |              | خليفة المير 17' · جوزيف فاوستو 45+1' · هشام الأحمر 90+2' |